# Лопатин (Черниговская область)
Лопа́тин (укр. Лопатин) – посёлок при промышленном предприятии, расположенный на территории Бахмачского района Черниговской области (Украина).
Население составляет 23 жителя (2006 год). Плотность населения — 328,57 чел/кв.км.
Впервые упоминается в 1650 году.
Посёлок Лопатин находится примерно в 23 км к северу от центра города Бахмач. Средняя высота населённого пункта — 122 м над уровнем моря. Посёлок находится в зоне умеренного умеренно континентального климата.
Национальный состав представлен преимущественно украинцами, конфессиональный состав — христианами.